# Episodi di 4 mamme per un delitto (seconda stagione)
La seconda stagione della serie televisiva spagnola 4 mamme per un delitto (Señoras del (h)AMPA), divisa in due parti per un totale di 13 episodi, è stata distribuita in prima visione in Spagna sul servizio di streaming Prime Video il 16 ottobre 2020 con la prima parte composta dai primi sette episodi e il 9 aprile 2021 con la seconda parte composta dai rimanenti sei; e in seguito trasmessa su Telecinco con il primo episodio il 26 aprile 2021, per poi spostarsi su Cuatro con i successivi sette episodi dal 5 maggio al 9 giugno 2021 e con i rimanenti sei episodi che andranno in onda a data da destinarsi.
In Italia la stagione è inedita.
| n°            | Titolo originale                            | Titolo italiano | Pubblicazione Spagna | Prima TV Spagna | Pubblicazione Italia |
| Prima parte   | Prima parte                                 | Prima parte     | Prima parte          | Prima parte     | Prima parte          |
| ------------- | ------------------------------------------- | --------------- | -------------------- | --------------- | -------------------- |
| 1             | Cuatro señoras y un funeral                 |                 | 16 ottobre 2020      | 26 aprile 2021  | inedita              |
| 2             | Señoras y el acoso sexual                   |                 | 16 ottobre 2020      | 5 maggio 2021   | inedita              |
| 3             | Madre y señora                              |                 | 16 ottobre 2020      | 12 maggio 2021  | inedita              |
| 4             | ¡Alto! o la señora dispara                  |                 | 16 ottobre 2020      | 19 maggio 2021  | inedita              |
| 5             | Señoras al rescate                          |                 | 16 ottobre 2020      | 26 maggio 2021  | inedita              |
| 6             | Señoras casi famosas                        |                 | 16 ottobre 2020      | 2 giugno 2021   | inedita              |
| 7             | Señoras católicas, apostólicas y romanas    |                 | 16 ottobre 2020      | 9 giugno 2021   | inedita              |
| Seconda parte |                                             |                 |                      |                 |                      |
| 8             | A dos señoras bajo tierra                   |                 | 9 aprile 2021        | inedita         | inedita              |
| 9             | El disputado voto de las señoras            |                 | 9 aprile 2021        | inedita         | inedita              |
| 10            | ¡Corre señora, corre!                       |                 | 9 aprile 2021        | inedita         | inedita              |
| 11            | Adivina qué señora viene a cenar esta noche |                 | 9 aprile 2021        | inedita         | inedita              |
| 12            | Ahora es tarde, señora                      |                 | 9 aprile 2021        | inedita         | inedita              |
| 13            | Señoras bien, señoras fetén                 |                 | 9 aprile 2021        | inedita         | inedita              |